# Семивраги (Московская область)
Семивра́ги — деревня в городском округе Домодедово Московской области России. Расположена вблизи аэропорта «Домодедово».
До 2005 года входила в Колычевский сельский округ.
Расстояние (по дороге) до города Домодедово — 16 км. В 400 м на северо-восток от деревни Семивраги протекает река Пахра. В деревне 9 улиц, также её окружают многочисленные садовые товарищества и дачные кооперативы. 

## История
В окрестностях деревни находятся несколько могильных курганов вятичей XI-XIII веков.

## Население
| 2002 | 2010 |
| ---- | ---- |
| 59   | ↘50  |

## Транспорт
Автобусные остановки:
- «Семивраги» у въезда в деревню, проходит транспорт:
  - автобус № 23 («Мещерино» — Платформа Домодедово)

- «Колычево» на расстоянии 3 км, проходит транспорт:
  - автобус № 510 («м. Домодедовская» — Домодедовское кладбище)
  - автобус № 404 («м. Домодедовская» — Платформа Взлётная)
  - автобус № 308 («м. Домодедовская» — Аэропорт Домодедово)

До ближайшей железнодорожной станции Космос приблизительно семь километров.